# 32 ق هـ
32 ق هـ هي السنة الثانية والثلاثون السابقة للهجرة النبوية، وهي توافق ما بين سنتي 590 و591 حسب التقويم الميلادي، أي أنها بدأت في سنة 590م وانتهت في سنة 591م.